# Consonne spirante latérale palatale voisée
La consonne spirante latérale palatale voisée est un son consonantique présent dans différentes langues. Le symbole dans l'alphabet phonétique international est [ʎ]. Ce symbole représente un y culbuté de haut en bas, ou encore la lettre grecque lambda (λ) réfléchie.

## Symboles
Dans l'alphabet phonétique international (API), le symbole de cette consonne est un y culbuté [ʎ]. Cependant, certains auteurs utilisent plutôt le lambda [λ].

## Caractéristiques
Voici les caractéristiques de la consonne spirante latérale palatale voisée.
- Son mode d'articulation est spirant, ce qui signifie qu'elle est produite en amenant un point d'articulation près d'un autre, sans toutefois créer une turbulence dans le courant d'air.
- Son point d'articulation est palatal, ce qui signifie qu'elle est articulée avec le milieu ou l'arrière de la langue contre le palais rigide.
- Sa phonation est voisée, ce qui signifie que les cordes vocales vibrent lors de l’articulation.
- C'est une consonne orale, ce qui signifie que l'air ne s’échappe que par la bouche.
- C'est une consonne latérale, ce qui signifie qu’elle est produite en laissant l'air passer sur les deux côtés de la langue, plutôt que dans le milieu.
- Son mécanisme de courant d'air est égressif pulmonaire, ce qui signifie qu'elle est articulée en poussant l'air par les poumons et à travers le chenal vocatoire, plutôt que par la glotte ou la bouche.

## En français
Le français a longtemps comporté ce son, traditionnellement noté par la graphie -(i)ll-, mais il a aujourd'hui disparu par yodisation, c'est-à-dire par transformation en la semi-voyelle [j].  Cette modification phonétique s'est achevée au XIXe siècle. Il est encore utilisé dans certains dialectes[réf. nécessaire].

## Autres langues
- Breton ‹ ilh ›
- Catalan ‹ ll ›. À ne pas confondre avec ‹ l·l ›
- Espagnol (castillan) ‹ ll ›. À l'origine, ce phonème est présent en castillan, représenté par ‹ ll ›. Toutefois, il a disparu de certains dialectes, en particulier en Amérique hispanique, de sorte que la majorité des hispanophones ne le prononcent plus : il s'y est confondu avec le phonème /ʝ/, prononcé selon la région par [ʝ], [j] ou, en Espagnol rioplatense, [ʃ]. Cette modification phonétique est appelée yeísmo. Aujourd'hui, la prononciation historique de ‹ ll › par [ʎ] se restreint aux pays andins, au Paraguay et certaines régions du centre et du nord de l'Espagne.
- Croate ‹ lj ›
- Féroïen ‹ l › lorsqu'il précède une affriquée/occlusive palatale, comme dans fylgja [fɪʎʤa]/[fɪʎɟa]
- Grec ‹ λι ›
- Italien ‹ gli ›
- Letton ‹ ļ ›
- Occitan ‹ lh ›
- Portugais ‹ lh ›
- Serbe ‹ љ › (en alphabet cyrillique) et ‹ lj › (en alphabet latin)